# Saint-Amant-de-Bonnieure

Saint-Amant-de-Bonnieure este o comună în departamentul Charente, Franța. În 1 ianuarie 2017 avea o populație de 363 de locuitori.